# 天福庙水库
天福庙水库是中国湖北省宜昌市远安县境内的一座水库，位于长江支流黄柏河上，建于1980年。水库正常库容为5318万立方米，集雨面积为553.6平方千米，海拔为409米。